# 김현중 (축구 선수)
김현중(한국 한자: 金鉉重, 1996년 5월 3일 ~ )은 대한민국의 축구선수이다. 포지션은 수비수이며, 현재 K리그2 천안 시티 FC에서 뛰고 있다.